# Bundesstraße 236
Pour les articles homonymes, voir Route 236.
La Bundesstraße 236 est une Bundesstraße des Länder de Rhénanie-du-Nord-Westphalie et Hesse.

## Itinéraire
La B 236, qui est principalement disposée dans une direction Nord-ouest-Sud-est, commence à l'est d'Olfen sur la B 235, passe sous le canal Dortmund-Ems et passe au sud-ouest par Selm et Lünen. Entre Lünen et les limites de la ville de Dortmund/Schwerte, la B 236 en tant que B 236n est similaire à une autoroute, avec le tunnel de Wambel et le tunnel de Berghofen comme les plus grandes structures individuelles. Dans ce domaine, la B 236 précède la Bundesautobahn 441 prévue dans les années 1980. À Schwerte, la vallée de la Ruhr est traversée avant que la route ne traverse une chaîne de montagnes. La B 236 est fermée depuis 2009 entre Schwerte-Ergste et Iserlohn-Letmathe pour les motocyclistes les samedis et dimanches, jours fériés, et du lundi au vendredi de 17h à 22h.
À Iserlohn-Letmathe, la B 236 descend dans la vallée de la Lenne. Un contournement sur l'A 46 et un pont au-dessus d'Oestrich agissent comme un contournement de Letmathe et Iserlohn-Oestrich. L'itinéraire mène à travers la vallée de la Lenne par Nachrodt-Wiblingwerde et Altena jusqu'à Werdohl, où la Bundesstraße 229 parcourt sur une courte distance le même itinéraire.
En 1997, le tunnel de Schmallenberg est mis en service. Depuis lors, la B 236 ne traverse plus le centre-ville historique de Schmallenberg.
Près de Winterberg, le tunnel de Herrloh passe devant la ville dans le cadre d'un contournement, qui se trouve sur une section commune des B 236 et B 480, et le tunnel de Waltenberg qui passe sous le centre-ville.
Le dernier endroit en Rhénanie du Nord-Westphalie est Hallenberg. Du côté de la Hesse, il traverse l'arrondissement de Waldeck-Frankenberg avec les villages de Bromskirchen, Allendorf et Battenberg. La B 236 longe Wollmar et se termine à Münchhausen sur la B 252.

## Source
- (de) Cet article est partiellement ou en totalité issu de l’article de Wikipédia en allemand intitulé « Bundesstraße 236 » (voir la liste des auteurs).